# Pianokonsert nr 20 (WA Mozart)
Pianokonsert No. 20 i d-moll, K. 466 av Wolfgang Amadeus Mozart komponerades 1785 och daterades 10 februari detta år, en månad före Pianokonsert No. 21. Troligt är att Mozart komponerade bägge samtidigt men presenterade d-moll-konserten först. Instrumentuppsättningen är densamma i både No. 20 och No. 21 och med inledningar i bägge av trumpeter och slagverk.
D-moll har kallats Mozarts demoniska tonart, vilken han använde både till kommendörens musik i Don Giovanni och till Nattens Drottning i Trollflöjten.
Denna den 20:e pianokonserten består av
- I. Allegro
- II. Romanze
- III. Rondo (Allegro assai)